# Шамбен
Шамбен (фр. Chambain) насеље је и општина у источном делу централне Француске у региону Бургоња, у департману Златна обала која припада префектури Монбар.
По подацима из 2011. године у општини је живело 34 становника, а густина насељености је износила 3,49 становника/km². Општина се простире на површини од 9,75 km². Налази се на средњој надморској висини од 435 метара (максималној 449 m, а минималној 354 m).

## Демографија
| 1962. | 1968. | 1975. | 1982. | 1990. | 1999. | 2011. |
| ----- | ----- | ----- | ----- | ----- | ----- | ----- |
| 28    | 47    | 46    | 49    | 36    | 39    | 34    |

График промене броја становника у току последњих година